# Cryptus vulgivagus
Cryptus vulgivagus là một loài tò vò trong họ Ichneumonidae.